# Franz Drameh
Franz Alhusaine Drameh (Hackney, 5 de janeiro de 1993) é um ator gambiano britânico. Sua estreia no cinema foi no drama de fantasia de Clint Eastwood, Além da Vida. Ele também apareceu no filme britânico Ataque ao Prédio, e de um blockbuster de No Limite do Amanhã. Retratou uma das metades do herói Nuclear, Jefferson Jackson na série The Flash e no spin-off Legends of Tomorrow.

## Ligações Externas
- Franz Drameh. no IMDb.